# Åhus landskommun
Åhus landskommun var en tidigare kommun i dåvarande Kristianstads län.

## Administrativ historik
När 1862 års kommunalförordningar började gälla inrättades denna kommun bildades i Åhus socken i Villands härad i Skåne.11 juni 1887 inrättades här municipalsamhället Åhus municipalsamhälle. År 1905 bildades Åhus köping genom utbrytning ur landskommunen. En del av municipalsamhället kvarstod dock inom landskommunen till 1929.
Landskommunen upphörde vid kommunreformen 1952, då den gick upp i köpingen som 1971 uppgick i Kristianstads kommun.

## Politik

### Mandatfördelning i valen 1938-1946
| 12 | 13 |

| 22 |

| 14 | 11 |

| 22 |

| 13 | 8 | 4 |

| 23 |